# Radowo Małe
Radowo Małe (niem. Klein Raddow) – wieś w północno-zachodniej Polsce, położona w województwie zachodniopomorskim, w powiecie łobeskim. Siedziba gminy Radowo Małe.
W latach 1954–1972 wieś należała i była siedzibą władz gromady Radowo Małe. W latach 1975–1998 miejscowość administracyjnie należała do województwa szczecińskiego.

## Opis miejscowości
W miejscowości znajdują się: apteka, ośrodek zdrowia, urząd gminy, spółdzielnia, biblioteka publiczna, urząd pocztowy (72-314), ośrodek pomocy społecznej, hala sportowa, niepubliczny punkt przedszkolny, szkoła podstawowa im. Kornela Makuszyńskiego, Publiczne Gimnazjum, boisko sportowe na którym rozgrywane są mecze miejscowej drużyny Radowia Radowo Małe, zakład fryzjerski, hurtownie i sklepy. W 2012 roku został wybudowany również Orlik.
Znajduje się tu również Ochotnicza Straż Pożarna (OSP). 
W pobliżu miejscowości znajduje się Jezioro Głębokie i Piaski.
Miejscowość ma połączenia komunikacyjne do Łobza (13 km), Reska (13 km), Gryfic (35 km), Szczecina (78 km), Nowogardu (27 km), Kamienia Pomorskiego.

## Urodzeni w Radowie Małym
- Władysław Stecyk (ur. 14 lipca 1951) – polski zapaśnik. Srebrny medalista olimpijski z Moskwy.
- Willy Jandrey (ur. 5 marca 1877 w Radowie Małym, powiat Regenwalde; zm. 3 marca 1945 w Külz, powiat Naugard) był niemieckim rolnikiem, posłem i politykiem (DNVP i NSDAP)

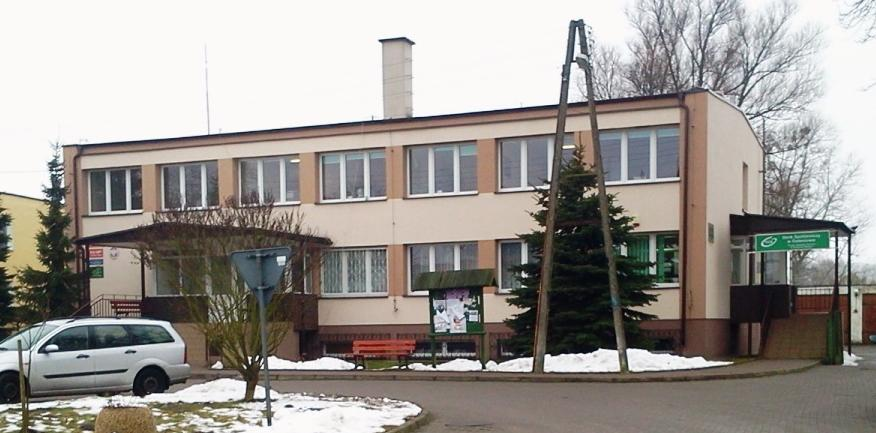
Urząd Gminy Radowo Małe
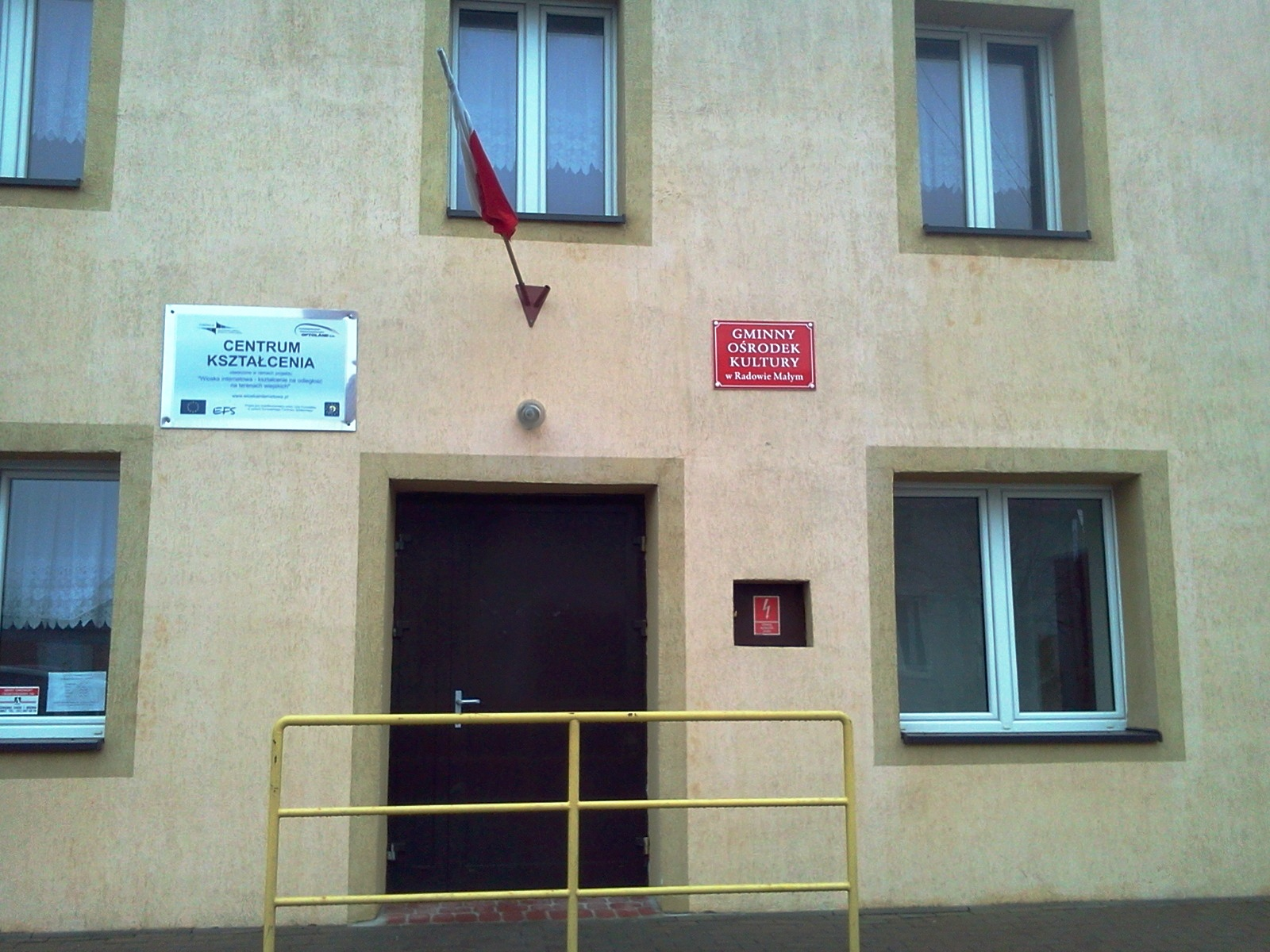
Gminny Ośrodek Kultury
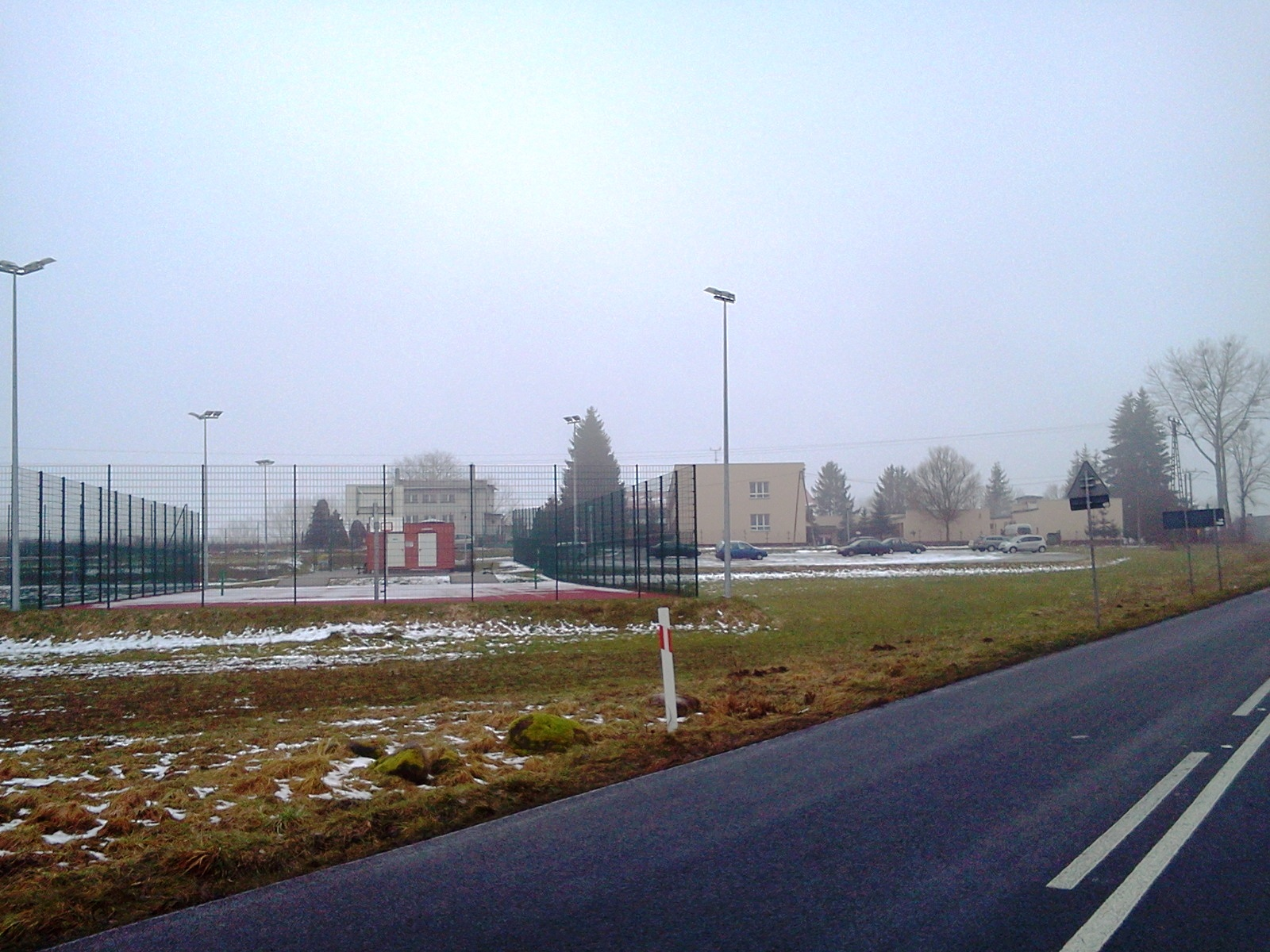
Szkoła z halą sportową i boisko ORLIK